# 柯兰
柯兰（1936年—），山东胶县人，中国教育工作者，曾任天津明德国学馆馆长，第八、九届全国政协委员。她是清末史學家柯劭忞的孫女，也是衍聖公孔令貽的外孫女。